# AUTODOC
AUTODOC SE е компания за електронна търговия, която продава авточасти и свързани продукти в 27 европейски държави. Основните ѝ клиенти са физически лица и малки автокъщи. Основните ѝ клиенти са физически лица и малки автокъщи.

## История
AUTODOC е основана през 2008 г. като E&S Pkwteile GmbH от Алексей Ердле, Макс Вегнер и Виталий Кунгел. В ранните си години компанията се е намирала в Берлин-Вайсензее. От 2010 г. офиса ѝ и логистичните пространства се намират в Берлин-Лихтенберг. Разширяването в Австрия и Швейцария започва през 2011 г., следвано от навлизане във Великобритания, Франция, Италия и Испания през 2012 г.
През 2015 г. компанията е ребрандирана на AUTODOC GmbH. До 2016 г. годишните ѝ приходи надхвърлят 100 милиона евро и през 2017 г. надвишават 250 милиона евро.
През 2018 г. Autodoc разширява продуктовата си гама, за да включи резервни части за камиони и други товарни превозни средства.
През 2021 г. годишните приходи на компанията надхвърлят 1 милиард евро. През 2023 г. компанията реализира продажби от 1,3 милиарда евро.
През 2018 г. компанията е призната от The Financial Times за една от най-бързо растящите компании въз основа на приходите.
През септември 2021 г. AUTODOC променя правната си форма от GmbH (дружество с ограничена отговорност) на публично акционерно дружество. От ноември 2022 г. компанията работи като AUTODOC SE (Societas Europaea).
През 2023 г. приходите на Autodoc нарастват до 1,3 милиарда евро.

## Обзор
Продуктовата гама на компанията включва над 4,8 милиона резервни части за коли, камиони и мотоциклети от категориите за двигатели, шаси, осветление, електричество, вентилация и гуми.
През 2018 г. Autodoc става официален партньор на ADAC Rallye Masters.
През 2019 г. Autodoc е официален партньор на Световния рали шампионат на FIA (WRC) и спонсор на европейските кръгове.
През същата година AUTODOC стартира онлайн платформата AUTODOC CLUB и през 2020 г. пуска приложението AUTODUC CLUB за iOS и Android, както и програмата AUTODOC PLUS.